# Swale
Swale is een Engels district in het shire-graafschap (non-metropolitan county OF county) Kent en telt 149.000 inwoners. De oppervlakte bedraagt 374 km².
Van de bevolking is 15,0% ouder dan 65 jaar. De werkloosheid bedraagt 3,5% van de beroepsbevolking (cijfers volkstelling 2001).

## Plaatsen in district Swale
- Isle of Sheppey
- Sittingbourne
- Lynsted

## Civil parishesin district Swale
Badlesmere, Bapchild, Bobbing, Borden, Boughton under Blean, Bredgar, Doddington, Dunkirk, Eastchurch, Eastling, Faversham, Graveney with Goodnestone, Hartlip, Hernhill, Iwade, Leaveland, Leysdown, Lower Halstow, Luddenham, Lynsted with Kingsdown, Milstead, Minster-on-Sea, Newington, Newnham, Norton, Buckland and Stone, Oare, Ospringe, Queenborough, Rodmersham, Selling, Sheldwich, Stalisfield, Teynham, Throwley, Tonge, Tunstall, Upchurch, Warden.